# Polova Slobidka, Tîvriv
Polova Slobidka (în ucraineană Польова Слобідка) este un sat în comuna Mala Vulîha din raionul Tîvriv, regiunea Vinnița, Ucraina.

## Demografie
Componența lingvistică a localității Polova Slobidka
     Ucraineană (100%)
Conform recensământului din 2001, toată populația localității Polova Slobidka era vorbitoare de ucraineană (100%).